# Sputoherpia laxopharyngeata
Sputoherpia laxopharyngeata is een Solenogastressoort uit de familie van de Amphimeniidae. De wetenschappelijke naam van de soort is voor het eerst geldig gepubliceerd in 1978 door Salvini-Plawen.